# Bush Theatre
Il Bush Theatre è un teatro londinese sito nel quartiere di Hammersmith e Fulham. Il teatro fu fondato nel 1972 ed è specializzato nella messa in scena di opere di drammaturghi contemporanei ed emergenti.

## Storia
Il Bush Theatre aprì al pubblico il 6 aprile 1972 come una sala di modeste dimensioni in grado di ospitare un massimo di ottanta spettatori. Nel 2011 il teatro fu ricollocato alla location attuale. Nel corso della sua storia, il teatro ha ospitato le prime mondiali o nazionali di opere teatrale di importanti drammaturghi, tra cui Manuel Puig, Enda Walsh, Conor McPherson, Simon Stephens, Jack Thorne, Eric-Emmanuel Schmitt, Mark Ravenhill, Neil LaBute, Mike Bartlett, Lucy Kirkwood, Alexi Kaye Campbell, Zawe Ashton, James Graham, Nick Payne, Annie Baker e Ayad Akhtar.

## Direttori artistici
- Jenny Topper (1977–88), coadiuvato da Nicky Pallot (1979–90)
- Dominic Dromgoole (1990–96)
- Mike Bradwell (1996–2007)
- Josie Rourke (2007–12)
- Madani Younis (2011–2018)
- Lynette Linton (2019–)